# Свети Архангел Михаил (Оптичари)
Вижте пояснителната страница за други значения на Свети Архангел Михаил.
„Свети Архангел Михаил“ (на македонска литературна норма: „Свети Архангел Михаил“) е възрожденска църква в битолското село Оптичари, част от Преспанско-Пелагонийската епархия на Македонската православна църква – Охридска архиепископия.
Църквата е гробищен храм, разположен в източния край на селото. Издигната е в XIX век. Изписана е в 1838 година от видния зограф Йоан Михаил. В зографския надпис Йоан Михаил казва, че се е преселил от епирското село Хионадес в Търново.